# Adam Ignacy Zubelewicz
Adam Ignacy Zubelewicz, pierwotnie Zabellewicz, również Zubellewicz (ur. 1 lutego 1784 w Dołkach, zm. 19 kwietnia 1831 w Warszawie) – polski filozof, wykładowca akademicki.

## Życiorys
Urodził się 1 lutego 1784 w Dołkach w ziemi białostockiej. W Białymstoku ukończył gimnazjum i w 1805 rozpoczął studia na Uniwersytecie w Halle. W 1807 otrzymał dwa stopnie akademickie "doktor filozofii i magister nauk wyzwolonych".
W 1809 rozpoczął pracę w Liceum Warszawskim, uczył języka polskiego, łaciny, matematyki, fizyki, filozofii i chemii do 1815.
Od 1818 dostał katedrę filozofii w nowo powstałym Uniwersytecie Warszawskim i w latach 1821-24 był dziekanem wydziału filozofii.
W 1823 został wpisany do księgi obywateli powiatu warszawskiego i zmienił swoje nazwisko z Zabellewicz na Zubelewicz. Prowadził wykłady dla uczniów Instytutu Pedagogicznego.
W 1829 otrzymał nominację na wizytatora generalnego instytutów edukacyjnych w Królestwie Polskim. Został również członkiem rady Instytutu Głuchoniemych.
Od 1817 należał do Towarzystwa Przyjaciół Nauk.
Jego młodszym bratem był Florian. Adam Ignacy zmarł dnia 19 kwietnia 1831 w Warszawie i pochowany jest na Starych Powązkach.

## Publikacje
- Nowa grammatyka niemiecka podług najlepszych pisarzów w tablicach z prawidłam i przykładami i polska grammatyka podług Kopczyńskiego, także w tablicach ułożona według Vatera Halla, r. 1807.
- O zasługach Platona w filozofii
- O zasługach Sokratesa w filozofii
- O pedagogice starożytnych